# Moon Jae-in
Moon Jae-in (în coreeană 문재인; Hanja:文在寅; Geoje, 24 ianuarie 1953) este un avocat și politician sud-coreean, actual președinte al țării sale din 10 mai 2017.
Jae-in este fiul refugiaților nord-coreeni, a absolvit dreptul și a fost un student. În timp ce studia, a fost arestat pentru că a încercat să răstoarne regimul militar sud-coreean. După revenirea democrației, a devenit un avocat al drepturilor omului. La alegerile din 2012, a pierdut în fața lui Park Geun-hye cu un milion de voturi (51,55-48,02%).
Pe platforma sa electorală pentru alegerile din 2017, Jae-in, văzut ca liberal, s-a angajat să îmbunătățească legăturile cu Coreea de Nord vecină, să crească salariile, să creeze locuri de muncă, să împuternicească întreprinderile mici și mijlocii să reducă concentrarea bogăției și revizuiți implementarea unui sistem antirachetă în țara sa.
A fost un mare prieten al celui de-al nouălea președinte al Coreei de Sud, Roh Moo-hyun (1946-2009). Moon Jae-in a fost, de asemenea, membru fondator al ziarului progresist sud-coreean The Hankyoreh în 1988.